# Cyrtodactylus phongnhakebangensis
Cnemaspis phongnhakebangensis — вид ящірок з родини геконових (Gekkonidae). Описаний у 2003 році.

## Поширення
Ендемік В'єтнаму. Відомий лише у типовому місцезнаходженні — в національному парку Фонг-Ня-Ке-Банг в провінції Куангбінь.